# Leptogonum buchii
Leptogonum buchii är en slideväxtart som beskrevs av Ignatz Urban. Leptogonum buchii ingår i släktet Leptogonum och familjen slideväxter. Inga underarter finns listade i Catalogue of Life.